# Kingseat
Kingseat är en ort i Storbritannien.   Den ligger i kommunen Fife och riksdelen Skottland, i den centrala delen av landet, 500 km norr om huvudstaden London. Kingseat ligger 164 meter över havet och antalet invånare är 500.
Terrängen runt Kingseat är platt åt sydost, men åt nordväst är den kuperad. Runt Kingseat är det tätbefolkat, med 442 invånare per kvadratkilometer. Närmaste större samhälle är Kirkcaldy, 15,4 km öster om Kingseat. Trakten runt Kingseat består i huvudsak av gräsmarker.